# Eve Plenel
Pour les articles homonymes, voir Plenel.
Eve Plenel, née en 1982 à Paris, est une militante et activiste française de la lutte contre le sida.

## Jeunesse
Elle est la fille du journaliste Edwy Plenel et de la sociologue Nicole Lapierre. Elle grandit dans un milieu bourgeois et politisé. Du fait de l’engagement de ses parents, elle est amenée dès sa jeunesse à côtoyer des personnalités politiques importantes de la lutte contre le sida à l’instar d’Alain-Emmanuel Dreuilhe, ami de ses parents mort en 1987 auteur du livre Corps à corps, journal de SIDA, édité par Edwy Plenel. Mais c’est avant tout à partir de 1995 auprès de sa marraine, Isabelle Saint-Saëns, militante pour les droits des sans-papiers, qu’elle s’initie pour la première fois à l’engagement bénévole. 

## Engagement bénévole et associatif
Après l’obtention de son bac littéraire en 1999, elle intègre l'institut d'études politiques de Paris et adhère à Act Up-Paris en 2003, elle en devient la trésorière l’année suivante. À partir de 2006 elle travaille à la Cimade, puis au Centquatre, et de 2010 à 2011 au Comede. En 2012, elle prend la direction d’Arcat et du Kiosque Info Sida jusqu’à sa nomination en 2016 par la mairie de Paris à la tête de l’association nouvellement créée « Vers Paris sans sida »,. 
Cette nomination fait l'objet d'une polémique en 2017 dans le contexte de l'élection présidentielle. À la suite des révélations du Canard enchainé à propos des soupçons d'emplois fictifs concernant Penelope Fillon, épouse du candidat François Fillon, Eve Plenel est accusée par des proches du camp Fillon d'emploi fictif après une interview au journal Libération dans laquelle elle précise travailler à la mairie de Paris en télétravail depuis Berlin. En réponse à ces accusations, une tribune inter-associative d'organisations de lutte contre le sida prend la défense d'Eve Plenel à l'initiative de Jérôme Martin, président d'Act Up-Paris à l'époque où elle y était bénévole. La tribune reproche à ses détracteurs de s'en prendre à elle non pas pour son travail, mais en raison de son lien de parenté avec Edwy Plenel, président de Mediapart, dont le journal a été un important relais de l'affaire. Aucune poursuite n'a par la suite été engagée. 
En 2020 à l’issue de la réélection d’Anne Hidalgo à la mairie de Paris; elle devient la conseillère de cabinet de la maire sur les questions relatives à la santé. Dans cette optique, elle a la charge de l’élaboration du projet par la mairie d’un « conseil scientifique » citoyen et économique pour faire notamment face aux nouvelles problématiques sanitaires liées à la pandémie de covid-19. Depuis la rentrée universitaire 2021, elle est également chargée d’un atelier professionnel à l'institut d'études politiques de Paris lié aux problématiques de santé publique dans les grandes villes.